# Sarajevo
Sarajevo (pronunție în română [saraˈjevo], „Saraiévo”; alfabetul chirilic: Сарајево) este capitala și cel mai mare centru urban 
din Bosnia și Herțegovina, cu o populație estimată la 275,524 de locuitori (în decembrie 2013). Este de asemenea capitala Federația Bosniei și Herțegovinei și a Republicii Srpska, cât și centrului Cantonului Sarajevo. Orașul este celebru pentru diversitatea religioasă, cu o populație islamică, catolică și ortodoxă care coexistă pașnic de secole.
Cu toate că așezarea își are rădăcinile în preistorie, orașul modern a fost construit ca o fortăreță otomană în secolul al XV-lea. Sarajevo a atras atenția internațională de câteva ori în istorie: În 1914, în Sarajevo a fost asasinat Arhiducele Francisc Ferdinand al Austriei, incident care a dus la declanșarea primului război mondial, iar șaptezeci de ani mai târziu a fost gazda Jocurilor Olimpice de Iarnă din 1984. 
Cel mai recent, Sarajevo a stat sub cel mai lung asediu din istoria militară modernă, în timpul Războiului din Bosnia. Astăzi, orașul se reconstruiește și se acomodează cu realitățile de după război, ca un centru major cultural și economic al țării.

## Geografie și climă

### Geografie
Sarajevo este localizat la 43°52′0″N 18°25′0″E / 43.86667°N 18.41667°E, exact în centrul geometric al țării (Bosnia și Herțegovia are formă de triunghi) și este parte a regiunii istorice Bosnia. Se află în Valea Sarajevo, în mijlocul Alpilor Dinarici.
Orașul este înconjurat de dealuri împădurite și cinci vârfuri principale. Cel mai înalt vârf este Treskavica care are 2088 de metri, apoi Bjelasnica cu 2067 de metri, Jahorina cu 1913 metri, Trebevic cu 1627 metri și Igman care are o înălțime de 1502 metri. Ultimii patru poartă și numele de Munții Olimpici. În medie, Sarajevo este situat la 500 metri peste nivelul mării.
Râul Miljacka străbate orașul de la est la vest, unde se varsă în râul Bosna. Miljacka este traversată de mai multe poduri, între care Podul Latinilor, pe care a avut loc Atentatul de la Sarajevo, care a dus la izbucnirea Primului Război Mondial. Izvorul râului Bosna, Vrelo Bosne, aflat la vest de Sarajevo, este o atracție naturală și o destinație populară pentru localnici și turiști. Alte câteva râuri mai mici sau pârâuri curg prin oraș sau prin vecinătatea acestuia.
Sarajevo este compus din patru subdiviziuni administrative (numite Općina): „Centar” (Centru), „Novi Grad” (Noul Oraș), „Novo Sarajevo” (Noul Sarajevo) și „Stari Grad” (Vechiul Oraș). Pe lângă aceste subdiviziuni, Sarajevo mai include și municipalitățile învecinate, Ilidža și Vogošća. Orașul are o arie urbană de 141.5 kilometri pătrați.

### Clima

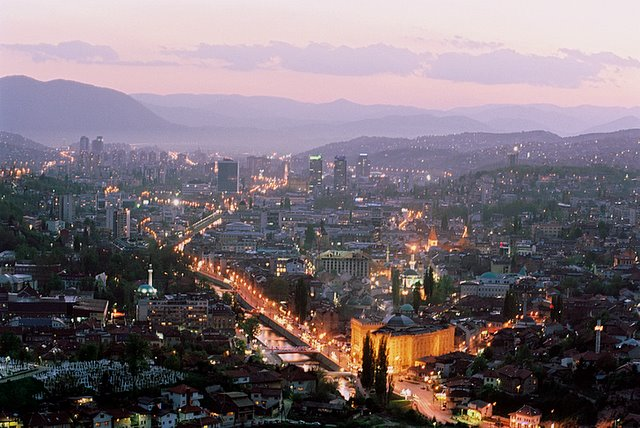
Amurg în Sarajevo

Sarajevo are un climat continental blând, aflându-se între zonele climale ale Europei centrale, la nord și clima mediteraneană la sud. Temperatura medie anuală este de 9.5 °C, ianuarie (în medie -1.3 °C) fiind cea mai rece lună din an și iulie (în medie 19.1 °C) fiind cea mai caldă. Cea mai mare temperatură a fost de 40.0 °C pe 19 august, 1946 iar cea mai mică a fost de −29.2 °C, la data de 22 ianuarie 1963. În medie, Sarajevo are 68 de zile de vară pe an (zile cu temperaturi mai mari sau egale cu 30.0 °C). În tot timpul anului sunt înregistrate precipitații destul de consistente, Sarajevo având în medie, parte de 170 de zile de ploaie. Condițiile climatice bune au făcut ca sporturile de iarnă să înflorească în regiune, cel mai bun exemplu fiind Jocurile Olimpice de Iarnă din 1984, organizate în Sarajevo.